# Harald Förther
Harald Förther (1963) es un botánico y curador alemán en la Universidad de Múnich: posee colecciones de Sudamérica, especialmente de Perú.